# لیگ برتر فوتبال استونی ۹۴-۱۹۹۳
لیگ برتر فوتبال استونی ۹۴–۱۹۹۳ (به انگلیسی: 1993–94 Meistriliiga) سومین فصل لیگ برتر فوتبال استونی است که با قهرمانی باشگاه فوتبال فلورا تالین به پایان رسیده‌است.

## جدول لیگ
| رتبه | تیم                              | بازی | برد | مساوی | باخت | گل زده | گل خورده | گل تفاضل | امتیاز | صعود یا سقوط                                |
| ---- | -------------------------------- | ---- | --- | ----- | ---- | ------ | -------- | -------- | ------ | ------------------------------------------- |
| ۱    | باشگاه فوتبال فلورا تالین (C)    | ۲۲   | ۱۵  | ۶     | ۱    | ۶۱     | ۹        | ۵۲+      | ۳۶     | صعود به مرحله انتخابی جام یوفا              |
| ۲    | باشگاه فوتبال نورما تالین        | ۲۲   | ۱۷  | ۲     | ۳    | ۶۹     | ۱۱       | ۵۸+      | ۳۶     | صعود به مرحله مقدماتی جام برندگان جام اروپا |
| ۳    | باشگاه فوتبال نیکول تالین        | ۲۲   | ۱۵  | ۳     | ۴    | ۴۹     | ۱۹       | ۳۰+      | ۳۳     |                                             |
| ۴    | باشگاه فوتبال ناروا ترانس        | ۲۲   | ۱۲  | ۶     | ۴    | ۵۰     | ۱۶       | ۳۴+      | ۳۰     |                                             |
| ۵    | باشگاه فوتبال تالین سادام        | ۲۲   | ۱۱  | ۳     | ۸    | ۳۸     | ۲۶       | ۱۲+      | ۲۵     |                                             |
| ۶    | باشگاه فوتبال استی پولوکیوی یووی | ۲۲   | ۹   | ۶     | ۷    | ۳۹     | ۱۶       | ۲۳+      | ۲۴     |                                             |
| ۷    | EsDAG                            | ۲۲   | ۶   | ۲     | ۱۴   | ۲۲     | ۵۹       | ۳۷−      | ۱۴     |                                             |
| ۸    | Tervis (R)                       | ۲۲   | ۵   | ۲     | ۱۵   | ۱۸     | ۴۷       | ۲۹−      | ۱۲     | سقوط به لیگ دسته اول                        |
| ۹    | Dünamo (R)                       | ۲۲   | ۵   | ۲     | ۱۵   | ۲۵     | ۵۴       | ۲۹−      | ۱۲     | سقوط به لیگ دسته اول                        |
| ۱۰   | Merkuur (R)                      | ۲۲   | ۲   | ۱     | ۱۹   | ۱۲     | ۱۰۱      | ۸۹−      | ۵      | سقوط به لیگ دسته اول                        |
| ۱۱   | باشگاه فوتبال سیلامائه کالو (R)  | ۲۲   | ۱   | ۱     | ۲۰   | ۱۱     | ۹۷       | ۸۶−      | ۳      | سقوط به لیگ دسته اول                        |
| ۱۲   | Tevalte                          | ۲۲   | ۱۵  | ۴     | ۳    | ۷۰     | ۹        | ۶۱+      | ۳۴     | Disqualified                                |

1. ↑  Sillamäe Kalev withdrew after 18 matches. The remaining games were awarded to opponents with 0-0.
2. ↑  Tevalte were disqualified after 21 matches for alleged corruption. Remaining game was awarded for the opponent with 0-0.

## پلی‌آف قهرمانی
| باشگاه فوتبال فلورا تالین                                | ۵ – ۲ | باشگاه فوتبال نورما تالین |
| -------------------------------------------------------- | ----- | ------------------------- |
| ایندرک زلینسکی ۲۱' ۲۵' ۳۵' · Linnumäe ۵۸' · Kallaste ۶۱' |       | Saks ۵۵' · Leetma ۹۰'     |